# Parafia Świętego Łukasza Ewangelisty i Świętego Floriana w Łodzi
Parafia pw. Świętego Łukasza Ewangelisty i Świętego Floriana w Łodzi – parafia rzymskokatolicka znajdująca się w archidiecezji łódzkiej w dekanacie Łódź-Chojny-Dąbrowa. Erygowana w 1989. Mieści się przy ulicy Strycharskiej. Kościół parafialny wybudowany w latach 1991–1997.